# Magnus Erlingmark
Magnus Erlingmark (ur. 8 lipca 1968) – szwedzki piłkarz.
Całą swą karierę spędził w lidze szwedzkiej, grając przede wszystkim w IFK Göteborg, z którym zdobył 4 tytuły mistrza Szwecji. W reprezentacji Szwecji wystąpił 37 razy.

## Sukcesy
- Mistrzostwo Szwecji: 1993, 1994, 1995, 1996
- III miejsce na Mistrzostwach Europy 1992
- III miejsce na Mistrzostwach Świata 1994